# Castiello de Jaca
Castiello de Jaca (Castiello de Chaca en aragonès) és un municipi aragonès situat a la província d'Osca i enquadrat a la comarca de la Jacetània.
La temperatura mitjana anual és de 9,5° i la precipitació anual, 1050 mm.